# Universidad Católica de África Central
La Universidad católica de África Central (en francés: Université Catholique de l'Afrique Centrale) es una universidad católica privada en Yaundé, la capital del país africano de Camerún.
La institución fue fundada en 1989 por la Asociación de las Conferencias Episcopales de la Región de África Central. Abrió sus puertas en 1991 con 111 estudiantes. La universidad tiene tres campus alrededor de Yaundé, dos en el centro de la ciudad con el campus principal fuera de la ciudad. En 2003, Citigroup donó 20 000 dólares estadounidenses para CUAC, que financió 10 becas.